# Großsteingrab Gleesen
Das Großsteingrab Gleesen war eine megalithische Grabanlage der jungsteinzeitlichen Trichterbecherkultur bei Gleesen, einem Ortsteil von Emsbüren im Landkreis Emsland (Niedersachsen). Es wurde 1893 beim Bau des Dortmund-Ems-Kanals zerstört, konnte zuvor aber noch durch Eduard Krause im Auftrag des Königlichen Museums für Völkerkunde in Berlin archäologisch untersucht werden. Eine weitere, nicht näher dokumentierte Grabung hatte um 1840 der Pastor Deitering aus Emsbüren durchgeführt. Das Grab trägt die Sprockhoff-Nr. 877. Das Ganggrab ist eine Bauform jungsteinzeitlicher Megalithanlagen, die aus einer Kammer und einem baulich abgesetzten, lateralen Gang besteht. Diese Form ist primär in Dänemark, Deutschland und Skandinavien, sowie vereinzelt in Frankreich und den Niederlanden zu finden. 

## Lage
Das Grab befand sich ursprünglich 1 km nordöstlich von Gleesen auf einer natürlichen Erhebung westlich der Großen Aa. Dieser Standort liegt heute direkt im Dortmund-Ems-Kanal, nicht weit nordwestlich der Stelle, an der die Bramscher Straße den Kanal quert. 3,1 km südsüdöstlich lag das Großsteingrab Hesselte.

## Beschreibung
Die Anlage hatte nach Johannes Heinrich Müller und Jacobus Reimers ursprünglich eine steinerne Umfassung besessen, die aber schon vor 1870 restlos zerstört worden war. 1893 waren nur noch eine 0,5 m hoch erhaltene ovale Hügelschüttung und die darin befindliche ostnordost-westsüdwestlich orientierte Grabkammer vorhanden. Die Kammer hatte eine Länge von 16,9 m und eine Breite von 3,85 m. Sie hatte einen leicht ovalen Grundriss und besaß nach älteren Berichten zwölf Wandsteine (die Abschlusssteine an den Schmalseiten wohl nicht mitgerechnet). Krause stellte bei seiner Grabung hingegen fest, dass es wohl ursprünglich 24 gewesen waren, von denen er noch 15 vollständige und vier gesprengte feststellen konnte. Von den ursprünglich wohl sieben Decksteinen waren noch sechs erhalten. Die vier östlichen waren vollständig, aber nach Westen hin verrutscht. Der östlichste Stein war ganz von den Wandsteinen gerutscht und stand zum Zeitpunkt der Untersuchung senkrecht in der Kammer. Die beiden westlichen erhaltenen Decksteine waren gesprengt worden, ihre Bruchstücke lagen noch in der Kammer. Der siebente, westlichste Stein fehlte vollständig. Nach Aussage eines Anwohners hatten einige Jahrzehnte vor der Grabung noch alle Decksteine in ihrer ursprünglichen Position auf den Wandsteinen aufgelegen. Auch ein Bericht des Pastors Deitering von 1828 nennt noch sieben Decksteine. Wohl irgendwann in den 1830er Jahren erlitt die Kammer größere Beschädigungen, denn Johann Karl Wächter beschrieb sie schon 1841 in einem ähnlichen Zustand wie 1893.
In der Mitte der südlichen Langseite hatte sich der Eingang zur Kammer befunden. Dort waren zwei Wandsteinen, auf denen der größte Deckstein ruhte, zwei Gangsteine vorgelagert. Bei der Anlage handelte es sich somit um ein Ganggrab vom Subtyp Emsländische Kammer.
Krause stellte bei seiner Untersuchung fest, dass alle freiliegenden Stellen der Kammer bereits um 1840 durchwühlt worden waren. Dennoch konnte er noch deutliche Reste eines Bodenpflasters ausmachen. Dieses bestand aus Bruchstein und hatte eine Dicke von etwa 15 cm. 60 cm darunter stellte er auf dem anstehenden sandigen Boden einen Damm aus zwei bis drei Lagen größerer Steine mit Durchmessern von 15 cm und mehr fest. Die unterste Lage enthielt zum Teil auch größere, flache Steine von bis zu 35 cm Länge, 25 cm Breite und 15 cm Dicke. Zwischen dem Damm und den Bruchsteinen lag eine Humusschicht.
Skelettreste konnte Krause nicht feststellen. In der Humusschicht fand er zahlreiche Keramikscherben sowie Feuerstein-Bruchstücke. Die Scherben waren meist verziert und wiesen häufig weiße Inkrustationen auf. Auch in der Hügelschüttung wurden Keramikscherben und geschlagene Steine angetroffen, doch konnte Krause nicht sicher feststellen, ob sie ursprünglich hier eingebracht oder erst später hierher verlagert wurden. Nach Abschluss der Grabungen wurden beim Abriss der Anlage noch weitere Scherben sowie ein Steinbeil entdeckt.